# Nguyên Sa
Nguyên Sa (1 tháng 3 năm 1932 – 18 tháng 4 năm 1998), tên thật là Trần Bích Lan, còn có bút danh Hư Trúc. Ông là một nhà thơ lãng mạn Việt Nam nổi tiếng từ thập niên 1950, với những tác phẩm nổi danh như "Áo lụa Hà Đông", "Paris có gì lạ không em", "Tuổi mười ba", "Tháng sáu trời mưa", "Hư ảo trăng".

## Tiểu sử
Tổ tiên Nguyên Sa gốc ở xã Hóa Khuê, huyện Hòa Vang, thuộc Quảng Nam (nay thuộc Quận Cẩm Lệ, thành phố Đà Nẵng), trải qua biến loạn năm Giáp Ngọ (Nhà Trịnh chiếm lấy Phú Xuân) thì di cư vào Gia Định rồi sau đó vào đầu đời Gia Long ra làm quan tại Thuận Hóa (Huế) đến hàm Công Bộ Thượng Thư. Ông cố ông làm quan đến chức Tri Phủ sau về hưu ở lại Hà Nội cùng con cháu lập nghiệp tại đó. (Một người em ông cố của Nguyên Sa là ngài Trần Trạm làm quan kinh qua các chức Phủ Doãn Thừa Thiên, Tham Tri Bộ Lại, Thượng Thư Bộ lại sau khi mất được ban tặng Hiệp Tá Đại Học Sỹ, Cáo thụ Vinh Lộc đại phu, thụy Văn Ý)
Sau khi kháng chiến toàn quốc bùng nổ, gia đình ông tản cư đi Hà Đông. Tại đây, ông bị Việt Minh bắt giam khi mới 15 tuổi. Hồi cư về Hà Nội, gia đình cho ông qua Pháp du học vào năm 1949.
Năm 1953, ông đậu tú tài Pháp, lên Paris ghi danh học triết tại Đại học Sorbonne. Nhiều bài thơ nổi tiếng của ông được sáng tác trong thời gian này.
Năm 1955, ông lập gia đình với bà Trịnh Thúy Nga ở Paris. Đầu năm 1956, hai ông bà về nước, sống tại Sài Gòn.
Năm 1975, ông di tản đi Pháp. Ba năm sau, ông và gia đình qua Hoa Kỳ và ở California từ đó cho tới ngày qua đời.
Ông mất ngày 18 tháng 4 năm 1998.

### Dạy học
Ở Sài Gòn, Nguyên Sa dạy triết tại trường Trung học Chu Văn An, đồng thời mở lớp tại nhà dạy triết cho học sinh chuẩn bị thi tú tài 2. Ông cũng có thời gian dạy triết tại Đại học Văn khoa Sài Gòn.
Ông mở hai trường tư thục là Văn Học và Văn Khôi.
Ngoài hai trường nhà, ông còn cộng tác với nhiều trường khác ở Sài Gòn như: Văn Lang, Nguyễn Bá Tòng, Hưng Đạo, Thủ Khoa, Thượng Hiền, Võ Trường Toản, Trường Nguyễn Văn Khuyên (Bồ Đề Sài Gòn) sau này là Đồng Khởi.

### Báo chí
Tại Việt Nam, Nguyên Sa chủ trương tạp chí Hiện đại. Tạp chí này được xem là một trong ba tạp chí sáng tác hàng đầu của Việt Nam, cùng với Sáng Tạo và Thế Kỷ 20.
Qua Hoa Kỳ, Nguyên Sa chủ trương tạp chí Đời, trung tâm băng nhạc Đời và nhà xuất bản Đời.

## Phong cách thơ
Về phương pháp làm thơ, Nguyên Sa có thuyết cho rằng vần thơ nếu luôn luôn thật sát thì sẽ nhàm chán. Vần không sát hẳn, thậm chí lạc vần, nếu sử dụng đúng cách, đúng chỗ, vẫn ra một bài thơ hay. Ông nói nhiều về thuyết này trong Nguyên Sa - Hồi Ký. (Trích: "Vần thơ có vần chỉnh, vần thông, vần cưỡng áp và lạc vận. Vần chỉnh không cần sự hỗ trợ, không cần sự phối âm, nhưng sự sử dụng những nền âm thanh khác biệt có khả năng làm cho vần thông trở thành vần chỉnh, vần cưỡng và ngày cả vần lạc cũng được nắm tay giữ được trong khoảng không gian giữa trời, giữa đất mênh mông.")
Thơ Nguyên Sa có một số bài được biết đến nhiều hơn qua những bài hát do nhạc sĩ Ngô Thụy Miên phổ nhạc (Áo lụa Hà Đông, Tuổi mười ba, Paris có gì lạ không em...). Những nhạc sĩ khác có phổ nhạc vào thơ Nguyên Sa là Phạm Duy (Vết sâu), Phạm Đình Chương (Màu Kỷ Niệm), Anh Bằng (Mai Tôi Đi), Song Ngọc (Tiễn đưa) Hoàng Thanh Tâm (Tháng sáu trời mưa), Phạm Anh Dũng (Hư Ảo Trăng)...

## Tác phẩm

### Thơ
- Thơ Nguyên Sa tập 1
- Thơ Nguyên Sa tập 2
- Thơ Nguyên Sa tập 3
- Thơ Nguyên Sa tập 4
- Thơ Nguyên Sa toàn tập

### Truyện dài
- Giấc mơ 1
- Giấc mơ 2
- Giấc mơ 3
- Vài ngày làm việc ở Chung Sự Vụ

### Truyện ngắn
- Gõ đầu trẻ
- Mây bay đi

### Biên khảo triết học và văn học
- Descartes nhìn từ phương Đông
- Một mình một ngựa
- Một bông hồng cho văn nghệ

### Bút ký
- Đông du ký

### Hồi ký
- Nguyên Sa - Hồi ký
- Cuộc hành trình tên là lục bát

### Sách giáo khoa
- Luận lý học
- Tâm lý học